# ГЕС Xīxiáyuan
ГЕС Xīxiáyuan (西霞院水电站) — гідроелектростанція на півночі Китаю у провінції Хенань. Знаходячись після ГЕС Xiǎolàngdǐ, становить нижній ступінь каскаду на одній з найбільших річок світу Хуанхе. 
В межах проекту річку перекрили комбінованою греблею висотою 52 метра та довжиною 3122 метра, яка включає центральну бетонну ділянку довжиною 513 метрів та прилягаючі обабіч землянці секції із геомембранним ущільненням. Гребля утримує водосховище з об’ємом 162 млн м3 та припустимим коливанням рівня поверхні у операційному режимі між позначками 131 та 134 метра НРМ (під час повені до 134,8 метра НРМ). Воно забезпечує 29,7 млн3 ємності для виконання функції контррегулювання при роботі розташованої вище потужної станції Xiǎolàngdǐ.  
Інтегрований у греблю машинний зал обладнали чотирма турбінами типу Каплан потужністю по 35 МВт, які використовують напір від 5,8 до 14,4 метра (номінальний напір 11,5 метра) та забезпечують виробництво 583 млн кВт-год електроенергії. 
В межах проекту було здійснено виїмку 7,3 млн м3 та відсипку 2,8 млн м3 породи, а також використано 951 тис м3 бетону.